# Venusia perlineata
Venusia perlineata är en fjärilsart som beskrevs av Alpheus Spring Packard 1874. Venusia perlineata ingår i släktet Venusia och familjen mätare. Inga underarter finns listade i Catalogue of Life.